# William Hague
William Jefferson Hague (* 26. března 1961) je britský politik, v letech 2010 až 2014 britský ministr zahraničních věcí a mezi roky 1997–2001 vůdce Konzervativní strany.

## Život
Poprvé byl zvolen do Dolní sněmovny v roce 1989. V kabinetu Johna Majora zastával funkci ministra pro Wales. Potom, co Konzervativní strana prohrála volby v roce 1997, Hague byl zvolen do jejího čela. Z této funkce odstoupil po naprosté porážce konzervativců ve volbách v roce 2001. Byl prvním vůdcem konzervativců, který se nestal premiérem, od dob Austena Chamberlaina.
Jako řadový člen parlamentu, Hague začal svoji spisovatelskou kariéru. Napsal například biografie Williama Pitta mladšího a Williama Wilberforce. Působil také jako ředitel mnoha firem a konzultant. Jeho celkový výdělek ze všech těchto aktivit byl více než 1 milion liber; jeden z nejvyšších v parlamentu.
Potom, co byl David Cameron zvolen za předsedu Konzervativní strany, Hague se vrátil do vysoké politiky jako stínový ministr zahraničí. Poté, co Konzervativní strana vyhrála roku 2010, byl jmenován ministrem zahraničních věcí ve vládě Davida Camerona. V červenci 2014 z ní byl odvolán a nahrazen dosavadním ministrem obrany Philipem Hammondem.